# Chamaebatiaria millefolium
Chamaebatiaria millefolium – gatunek z monotypowego rodzaju roślin Chamaebatiaria Porter ex W. H. Brewer & S. Watson) Maximowicz, 1879 z rodziny różowatych. Występuje w zachodniej części USA, gdzie rośnie w stanach: Arizona, Kalifornia, Idaho, Nevada, Oregon i Utah. Rośnie na rzędnych od 900 do 3400 m n.p.m., w siedliskach suchych i skalistych, w zbiorowiskach z bylicami, w zaroślach i luźnych lasach z jałowcami, sosnami, w górskich lasach iglastych i zbiorowiskach subalpejskich, także na półpustyniach.
Gatunek uprawiany jest jako ozdobny. Ceniony ze względu na odporność na susze. Wymaga gleb przepuszczalnych i próchnicznych oraz stanowisk słonecznych. W warunkach Europy Środkowej rośliny wymagają dokładnego okrycia w celu ochrony przed mrozem. Tu w uprawie krzew ten spotykany jest rzadko, głównie w kolekcjach botanicznych.
Rodzajowa nazwa naukowa pochodzi od nazwy krzewu – Chamaebatia oraz łacińskiego przyrostka -aria; utworzona została ze względu na wielkie podobieństwo tych roślin.

## Morfologia
PokrójOgruczolone (czasem aż lepkie) i pachnące, szeroko rosnące krzewy, pędy silnie rozgałęziające się, osiągające do 2 m wysokości.
LiścieSkrętoległe, przylistki wolne, lancetowate i całobrzegie. Liście dwukrotnie pierzasto podzielone na bardzo delikatne, drobne odcinki. Odcinków pierwszego rzędu jest od 13 do 25 po każdej stronie liścia. Podzielona blaszka jest owłosiona, osiąga zazwyczaj od 2,6 do 7 cm długości i jest jajowata.
KwiatyObupłciowe, pięciokrotne, zebrane zwykle po 20 do 400 w wiechowate kwiatostany na szczytach ulistnionych pędów. Kwiaty osiągają średnicę od 10 do 13 mm. Hypancjum lejkowate, o średnicy do 4 mm. Działki kielicha w liczbie 5, odgięte, jajowato-trójkątne. Płatków korony pięć, białych, zaokrąglonych, u nasady z krótkim paznokciem. Pręcików jest od 70 do ponad 110 i są one krótsze od płatków. Zalążnia tworzona jest przez pięć owocolistków zwieńczona szyjką z rozszerzonym znamieniem.
OwoceMieszki skupione po 5 o długości do 5 mm, owłosione, osadzone w trwałym hypancjum z działkami. Każdy z owoców zawiera po kilka nasion.
Rodzaj podobnyTakże w Ameryce Północnej występuje uderzająco podobny rodzaj Chamaebatia o jednak nieco większych kwiatach, zalążni złożonej z jednego owocolistka i owocach zawierających pojedyncze nasiono. Podobieństwo tych roślin, zwłaszcza w kontekście przynależności do zupełnie różnych podrodzin, określane jest jako „kłopotliwe” i „uderzające”.

## Systematyka
Gatunek z monotypowego rodzaju należący do plemienia Sorbarieae Rydberg w obrębie podrodziny Amygdaloideae Arnott w rodzinie różowatych Rosaceae.